# Співвідношення жирних кислот у їжі
Відомо, що лише дві незамінні жирні кислоти є незамінними для людини: альфа-ліноленова кислота (омега-3 жирна кислота) і лінолева кислота (омега-6 жирна кислота). Біологічні впливи ω-3 і ω-6 жирних кислот визначаються їх обопільною взаємодією. Тісно пов’язані між собою, ці жирні кислоти діють як конкуруючі субстрати за одні і ті ж самі  ферменти. Біологічні ефекти ω-3 і ω-6 жирних кислот значною мірою опосередковуються взаємодіями незамінних жирних кислот. Співвідношення омега-3 до омега-6 жирних кислот у дієті може мати метаболічні наслідки. На відміну від омега-3 жирних кислот і омега-6 жирних кислот, омега-9 жирні кислоти не визначаються як незамінні жирні кислоти, оскільки вони можуть бути створені власне людським організмом з мононенасичених і насичених жирних кислот, і через це не є незамінними в раціоні. 

## Поради щодо споживання Омега-3
Всесвітня організація охорони здоров’я дала рекомендації щодо споживання омега-3:    
- ALA (альфа-ліноленова кислота): від 0,8 г до 1,1 г на добу

- EPA (Ейкозапентаєнова кислота) + DHA (Докозагексаєнова кислота): від 0,3 г до 0,5 г на добу

## Добре співвідношення жирів омега-6 до омега-3
На сьогодні «ніхто не знає, яке найкраще співвідношення в раціоні для цих двох сімейств жирів». Наукова письменниця Сьюзен Олпорт пише, що нинішнє співвідношення жирів яке склалося в Японії, пов’язується з дуже низькою захворюваністю на серцеві та інші недуги. У харчовому співвідношенні 4:1 утворюється співзалежність високо-ненасичених жирних кислот (HUFA) у клітинних мембранах майже 1:1. Під час досліджень зі щурами, співвідношення жирних кислот в їжі 4:1, показало значний сприятливий вплив на їх здібності до навчання та переносність болю.
 

Ендрю Столл, доктор медичних наук, директор дослідницької лабораторії психофармакології Гарвардської лікарні Макліна, який наполягає на споживанні двох жирів у взаємовідношенні 1:1, стверджує: 
«Омега-3 і омега-6 жирні кислоти потрапляють в організм та йдуть рівнобіжними шляхами, постійно змагаючись одна з одною за хімічне перетворення в різні структури та молекули всередині та поза клітинами. З огляду на цей механізм, має сенс, що два жири можуть бути потрібними приблизно в рівних кількостях». 
І Столл, і Олпорт стверджують, що сучасні дієти у розвинених країнах далеко відійшли від цього співвідношення. Було підраховано, що у таких країнах взаємовідношення омега-6 і омега-3 — ближче до 15:1. Інше спостереження полягає в тому, що 
«дієта, яку споживає типовий американець, зазвичай містить в 14–25 разів більше омега-6 жирних кислот, ніж омега-3 жирних кислот». 
Згідно огляду Американської кардіологічної асоціації від 2009 року, замість того, щоб уникати ω-6 жирів, співвідношення ω-6:ω-3 слід зменшити, споживаючи більше ω-3 жирів. Швидкість перетворення ліноленової кислоти (LA) на арахідонову кислоту дуже низька, у разі дієти з високим вмістом ліноленової кислоти.
Найбільше співвідношення ω-6:ω-3, яке дозволене в кормах для собак AAFCO, становить 30:1.